# Tratados de Tilsit

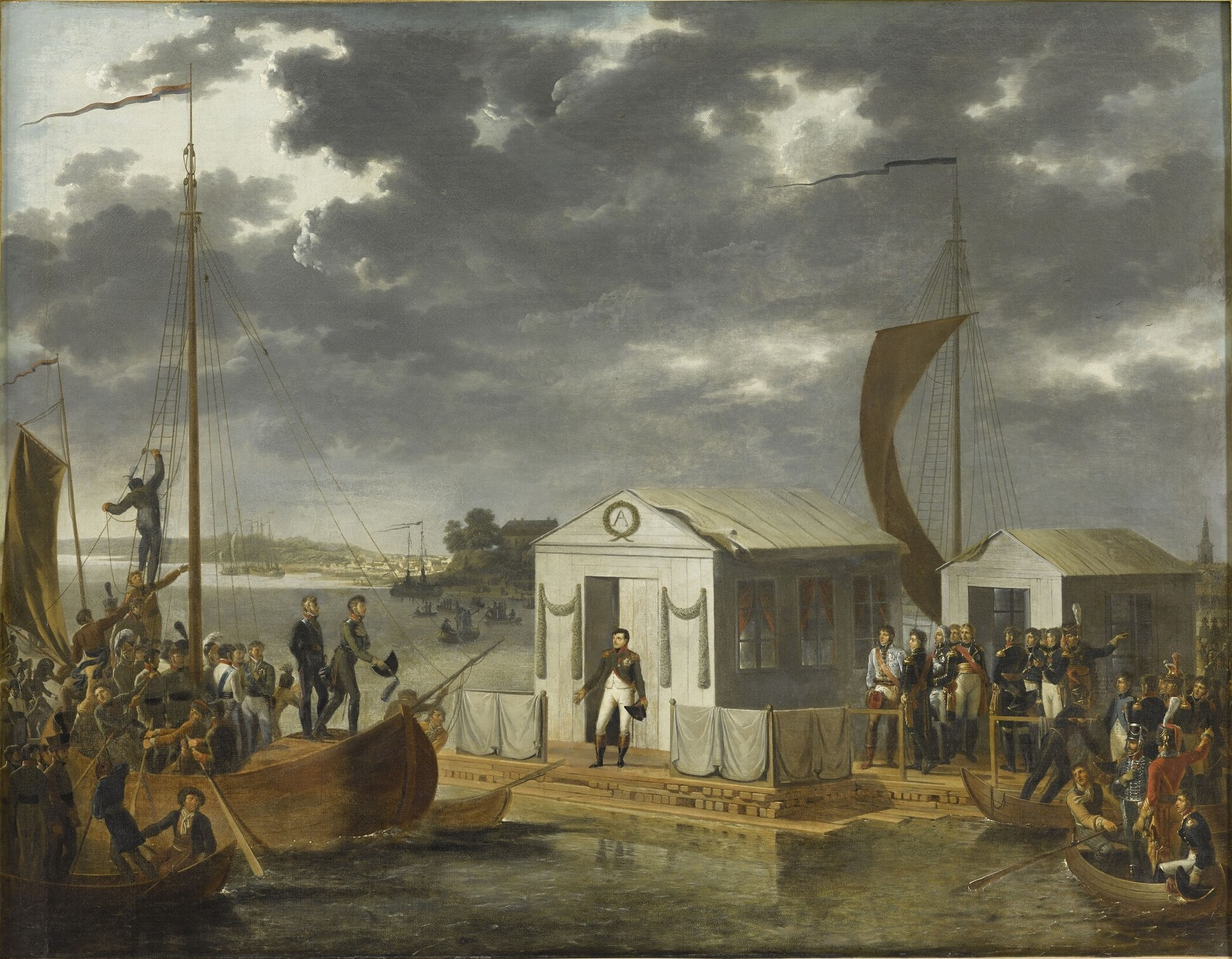
Napoleón I, y Alejandro I de Rusia

Los tratados de Tilsit o Paz de Tilsit fueron dos acuerdos internacionales firmados por el Primer Imperio Francés de Napoleón I de Francia con Rusia y Prusia respectivamente, en julio de 1807, ambos en la localidad de Tilsit. Pusieron fin a la Cuarta Coalición y a la participación de Rusia y Prusia en la guerra.

## Historia

### Primer tratado
El primero de los acuerdos fue firmado el 7 de julio de 1807 por Napoleón I de Francia y el zar Alejandro I de Rusia y ponía fin a la guerra entre Francia y Rusia tras la decisiva victoria francesa en la batalla de Friedland. Dio inicio a una alianza entre ambos países, que dejaba al resto de los estados europeos en una posición más débil. Ambos países acordaron en secreto la ayuda mutua en los conflictos. Francia prometió ayudar a Rusia contra el Imperio otomano, mientras que Rusia acordó unirse al Bloqueo Continental contra el Reino Unido. El protectorado de la República de las Islas Jónicas, hasta ese momento compartido por Rusia y el Imperio Otomano, pasó a manos de Francia así como las Bocas de Kotor ocupadas por Rusia desde febrero de 1806. El Reino de Holanda, en manos del hermano de Napoleón, recibió del Imperio ruso el gobierno de Jever.
La cooperación entre Francia y Rusia se rompió en 1810, cuando el zar permitió que barcos neutrales comerciaran en puertos rusos y la anexión francesa de Ducado de Oldemburgo ese mismo año. En 1812, Napoleón invadió Rusia, terminando con cualquier vestigio de alianza.

### Segundo tratado
El segundo de los acuerdos fue firmado el 9 de julio de 1807 entre Francia y Prusia, poniendo fin a la guerra entre ambos países, con unas condiciones extremadamente duras para Prusia, que perdió prácticamente la mitad de su territorio nacional, con la creación del Gran Ducado de Varsovia. Además las tropas francesas permanecerían en las fortalezas de Glogau, Küstrin, Stettin y en la ciudadela de Spandau. El Reino de Holanda, recibiría Frisia oriental. 
La cooperación entre Francia y Prusia, se rompería definitivamente el 28 de febrero de 1813, cuando los alemanes firmaron el tratado de Kalisz con Rusia. El 16 de marzo Prusia declararía la guerra a Napoleón.